# O Incio
O Incio là một đô thị ở tỉnh Lugo trong cộng đồng tự trị Galicia tây bắc Tây Ban Nha. Dân số năm 2008 là 2113 người, diện tích là 143 km2.

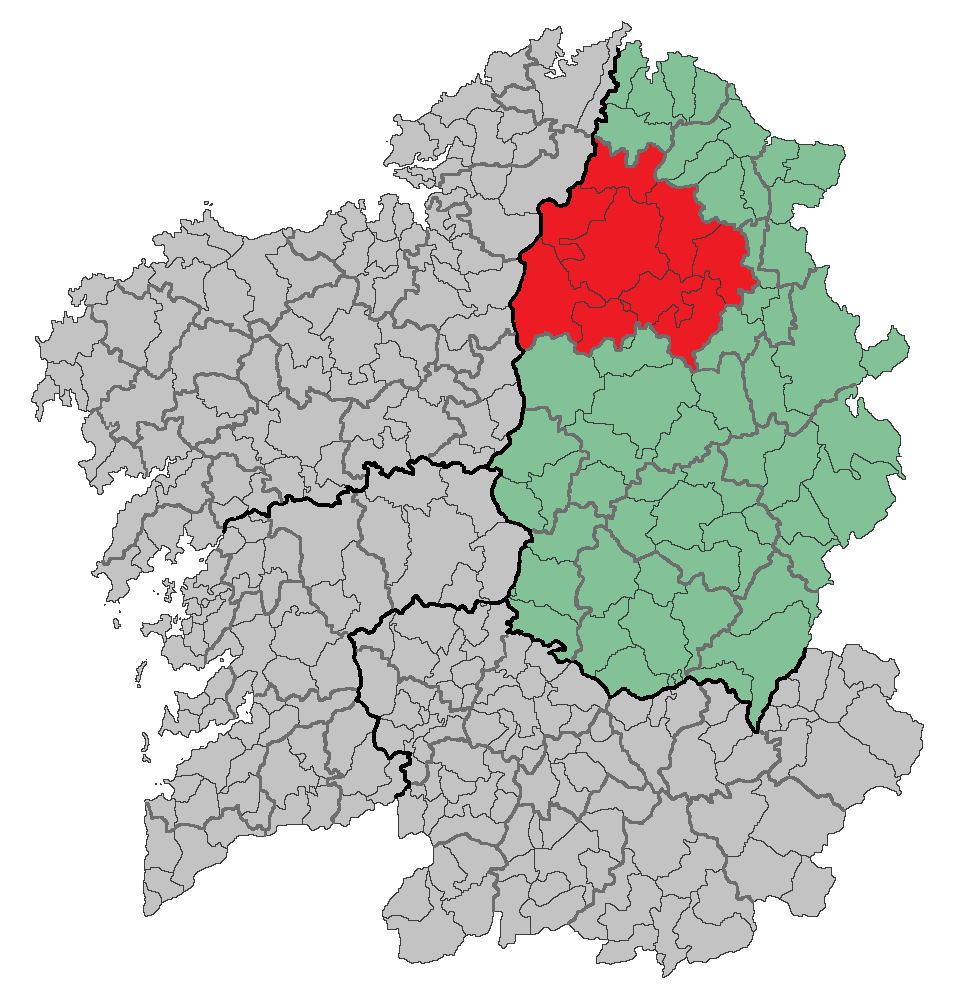